# 十一屋 (名古屋)
十一屋（じゅういちや、英: JUICHIYA）は、尾張藩の御用達の七家衆に位置付けられた名古屋の豪商小出庄兵衛の屋号である。
名古屋市中区栄に所在した百貨店丸榮の前身の一つである。

## 概要

### 尾張藩の御用達七家衆
徳川家康の子で尾張徳川家初代の徳川義直が清洲城から名古屋城に居城を移したのと同じ1615年（元和元年）に、小出庄兵衛が摂州音羽村（現在の大阪府茨木市）から居を移して十一屋の屋号で小間物商を始めたのが始まりである。
1654年（承応3年）に玉屋町へ移り、尾張藩の御用達商人の七家衆に位置付けられる豪商となり、1799年（寛政11年）には藩の御用達として第3位に挙げられるまでに成長した。
名古屋の尾張藩御用達商人は1868年（慶応4年）で353名で、三家衆、除地衆、御勝手御用達など数段階に分けられていたが、十一屋の小出庄兵衛は、最高位の三家衆（関戸哲太郎、伊藤次郎左衛門、内田鋼太郎）に次ぐ除地衆の一人として熊谷庄蔵や岡谷惣助、伊藤由三郎と共に名を連ね、三家衆と除地衆を合わせた七家衆に位置付けられていた。
また、伊藤次郎左衛門のいとう呉服店（後の松坂屋）や下むら呉服店（大丸屋呉服店という言い方もあった後の大丸)、桔梗屋と共に名古屋の4大呉服店の一つとして数えられる有力な呉服店となっていた。
その他にも、熱田前新田の一部で、南の割とも呼ばれた地域を所有する地主となっており、名古尾市港区十一屋町という地名は小出庄兵衛の屋号に由来している。

### 栄町への移転と百貨店化
1915年（大正4年）11月に第11代小出庄兵衛は栄町4丁目（現在の栄町ビルの場所）に木造2階建ての店舗を建設して移転し、いとう呉服店（後の松坂屋）と合わせて名古屋の有力呉服店が本町から栄町へ競争の場を移す形となった。
1919年（大正8年）には木造4階建て洋風建築の店舗を建設して拡張し、店舗の運営形態を百貨店形式へ変更した。
その後、1921年（大正10年）には、鉄筋コンクリート造り5階建てに改築し、さらに名古屋市で開催された汎太平洋平和博覧会の開催を控えた1936年（昭和11年）10月1日には鉄筋コンクリート造り地上7階・地下2階建てに増築を行って売場面積約9,900m2とするなど増改築を重ねて規模を拡張した。
この間に店舗の建物の近代化のみならず、東区の少年寄宿舎と昭和区御器所町の青年寄宿舎を開設して商品知識や販売技術など実務教育を行うようにしたり、1922年（大正11年）11月11日に資本金100万円で株式会社十一屋として法人化するなどの経営面での近代化も並行して進められた。
なお、こうした百貨店への進出や株式会社かなどの改革を推し進めた第11代小出庄兵衛は、繊維商社瀧定の滝定助の四男定四郎として生まれて小出家に婿養子として入り、第11代を襲名しており、瀧定助と従兄弟で同業の繊維商社タキヒョーの瀧兵右衛門とも繋がる尾張の繊維関連の縁戚関係の一翼を担う人物であった。

### 三星の進出から戦時統合で丸栄へ
当店と広小路通を挟んだ向かい側に、京都で丸物百貨店を経営していた中林仁一郎が、地元資本と合弁で株式会社三星を1937年（昭和12年）9月に設立して、1939年（昭和14年）5月20日に地上3階地下2階、売場面積11,345m2の百貨店を開設したため、栄町地区に3百貨店が鼎立する状況が生まれた。
しかし、第2次世界大戦の勃発を受けた戦時体制強化の一環として、1942年（昭和17年）5月に「百貨店整理統合要項」が政府から発令され、百貨店は現在売場面積を約30%縮小して店舗の建物を供出するよう求められる状況が生じたため、競争相手だった三星と対等合併して、1943年（昭和18年）8月27日に新資本金310万円の株式会社丸栄を設立することになり、江戸時代初期から続いた十一屋としての歴史に終止符を打つことになった。
合併後の丸栄の本社は当店に置かれ、社長には三星の中林仁一郎が就任し、当店側からは角田鋭彦が専務で小出篤三が常務に就任している。
なお、この三星との合併は配当を出している企業と無配当だった企業との対等合併である。

### ホテルへの業態転換から栄町ビル建設へ
第2次世界大戦後、当店の建物は丸栄の進駐軍向けの土産品売場等として利用された後で観光ホテル丸栄として営業していた。しかし、その後近隣の土地と合わせて栄町ビルが建設されて1964年（昭和39年）9月1日に完成し、名古屋国際ホテルなどが入居した。同ホテルは2020年（令和2年）9月30日、栄町ビルの取り壊し予定を理由に、賃貸借契約満了を待って営業終了した。